# Mario
Mario là một nhân vật hư cấu do nhà thiết kế trò chơi điện tử người Nhật Miyamoto Shigeru tạo ra. Anh  là nhân vật biểu tượng của thương hiệu trò chơi điện tử Mario và là linh vật của công ty trò chơi điện tử Nhật Bản Nintendo. Mario đã xuất hiện trong hơn 200 trò chơi điện tử kể từ khi anh ấy được tạo ra. Được miêu tả là một thợ sửa ống nước béo lùn người Ý, sống ở Vương quốc nấm, các cuộc phiêu lưu của anh thường tập trung vào việc giải cứu Công chúa Peach khỏi nhân vật phản diện Bowser ở Koopa. Mario có thể sở hữu nhiều loại tăng sức mạnh khác nhau, mang lại cho anh ta những khả năng siêu phàm. Người em trai song sinh của Mario là Luigi.
Mario lần đầu tiên xuất hiện với tư cách là nhân vật có thể chơi là trong Donkey Kong (1981), một trò chơi platform. Miyamoto muốn sử dụng Popeye làm nhân vật chính, nhưng khi không thể thỏa thuận được giấy cấp phép, ông đã tạo ra Mario để thay thế. Miyamoto dự kiến nhân vật này sẽ không được yêu thích và dự định sử dụng anh ta vào vai nhân vật khách mời; ban đầu được gọi là "Mr. Video", anh được đổi tên thành Mario dựa theo Mario Segale. Quần áo và đặc điểm của Mario lấy theo chủ đề sau khi dựng phim Donkey Kong. Sau đó, anh bắt đầu tham gia vào loạt trò chơi platform Super Mario, bắt đầu với Super Mario Bros.  được giới phê bình đánh giá cao vào năm 1985. Kể từ năm 1992, người lồng tiếng chính cho Mario là Charles Martinet.
Sau Super Mario Bros., Mario bắt đầu chuyển sang các thể loại khác nhau. Chúng bao gồm những trò chơi giải đố chẳng hạn như Dr. Mario, trò chơi nhập vai như Paper Mario và Mario & Luigi, và trò chơi thể thao chẳng hạn như Mario Kart và Mario Tennis. Anh cũng xuất hiện trong các sản phẩm khác của Nintendo, chẳng hạn như trong loạt trò chơi đối kháng Super Smash Bros.. Mario cũng đã xuất hiện trong nhiều phim hoạt hình khác nhau, bao gồm ba loạt phim do DIC Entertainment sản xuất, và được Bob Hoskins thủ vai trong năm 1993 trong phim Super Mario Bros.. Nam diễn viên Chris Pratt lồng tiếng trong bộ phim chuyển thể The Super Mario Bros. Movie năm 2023.
Là một biểu tượng văn hóa đại chúng đã được xác thực, Mario nắm giữ nhiều danh hiệu trong Sách Kỷ lục Guinness, chẳng hạn như "Nhân vật trò chơi điện tử xuất sắc nhất", "Nhân vật trò chơi máy tính tồn tại lâu nhất" và "Bố già của ngành trò chơi điện tử". Anh đã xuất hiện trên nhiều mặt hàng khác nhau, chẳng hạn như quần áo và đồ sưu tầm, đồng thời cũng có rất nhiều người và địa điểm được đặt theo biệt danh của anh. Anh truyền cảm hứng cho rất nhiều phương tiện truyền thông không chính thức.

## Khái niệm và sáng tạo

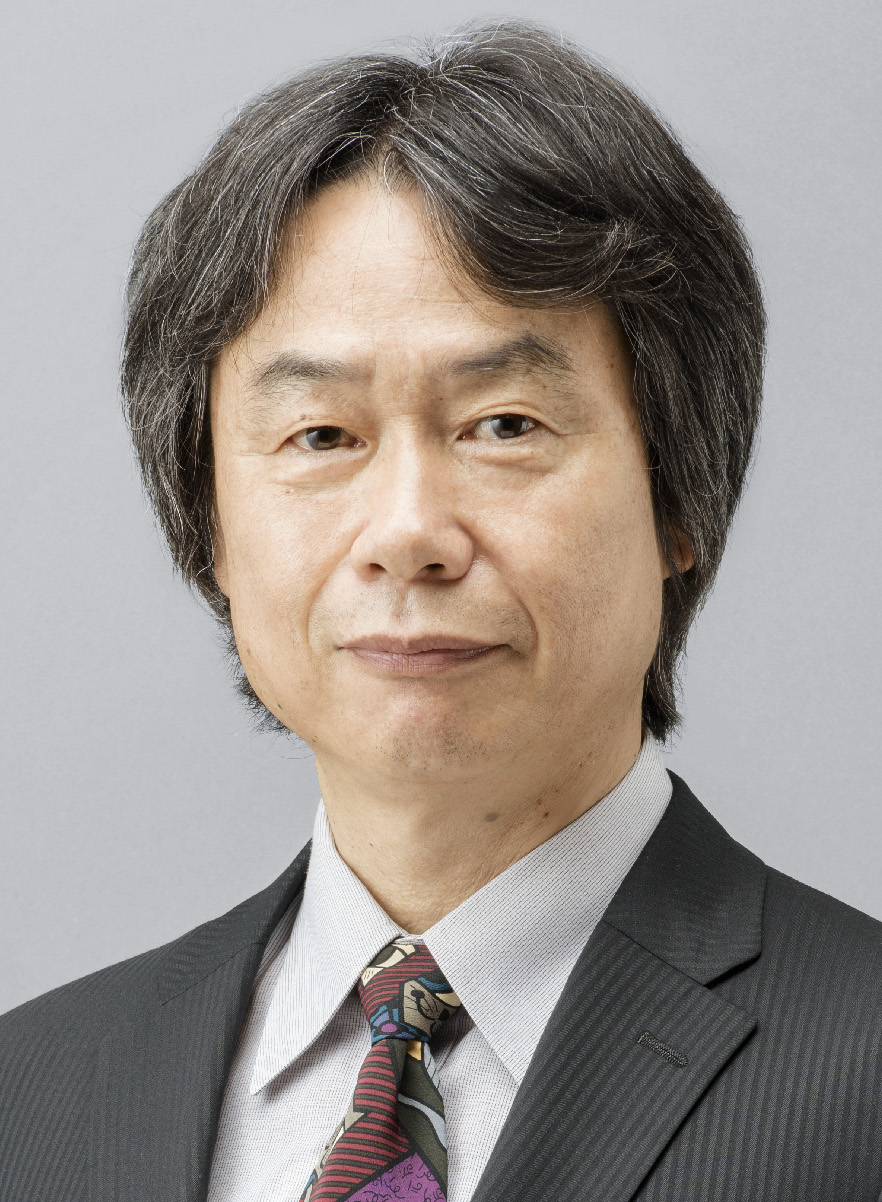
Miyamoto Shigeru, người tạo ra Mario

Shigeru Miyamoto đã tạo ra Mario trong khi phát triển Donkey Kong trong một nỗ lực tạo ra một trò chơi điện tử bán chạy nhất cho Nintendo; các trò chơi trước đó, chẳng hạn nhưSheriff, đã không đạt được thành công như các trò chơi của Namco như Pac-Man. Ban đầu, Miyamoto muốn tạo một trò chơi sử dụng các nhân vật Popeye, Bluto và Olive Oyl. Tuy nhiên, vào thời điểm đó, do Miyamoto không thể có giấy phép để sử dụng các nhân vật (và phải đến năm 1982 mới có với Popeye), cuối cùng ông tạo ra một nhân vật người chơi không có tên, cùng với Donkey Kong và Lady (sau này gọi là Pauline).
Trong giai đoạn đầu của Donkey Kong, trọng tâm của trò chơi là thoát khỏi một mê cung, trong khi Mario không có khả năng nhảy. Tuy nhiên, Miyamoto đã sớm giới thiệu khả năng nhảy cho nhân vật người chơi, lý luận rằng "nếu bạn có một cái thùng lăn về phía mình, thì bạn sẽ làm gì?"

### Tên gọi
Mặc dù nhân vật chính không được đặt tên trong bản phát hành tiếng Nhật của Donkey Kong, anh ta được đặt tên là "Jumpman" trong hướng dẫn bằng tiếng Anh của trò chơi và "little Mario" trong các tờ quảng cáo. Miyamoto đã hình dung ra một nhân vật xuất hiện trong mọi trò chơi do Miyamoto phát triển; một nhân vật "tương lai" có thể được đưa vào bất kỳ trò chơi nào nếu cần, mặc dù vào thời điểm đó Miyamoto chỉ muốn nhân vật đó xuất hiện như nhân vật khách mời, ông không mong đợi nhân vật này sẽ trở nên nổi tiếng một cách đặc biệt. Đến phần cuối, ban đầu ông đặt tên cho nhân vật là "Mr. Video", khi so với những gì ông dự định cho sự xuất hiện của nhân vật trong các trò chơi sau này với các vai khách mời như Alfred Hitchcock đã thực hiện trong các bộ phim của ông ấy. Khi nhìn lại, Miyamoto nhận xét rằng nếu ông đặt tên Mario là "Mr. Video", Mario có thể đã "biến mất khỏi mặt Trái đất."
Theo một câu chuyện được lưu truyền rộng rãi, trong bản địa hóa của Donkey Kong dành cho khán giả Mỹ, chủ nhà kho của Nintendo of America là Mario Segale đã từng đối đầu với chủ tịch lúc bấy giờ là Arakawa Minoru khi ông đi đòi tiền thuê nhà. Sau một cuộc tranh cãi nảy lửa, các nhân viên Nintendo cuối cùng đã cố gắng thuyết phục Segale rằng ông sẽ được trả tiền, họ đã chọn đặt tên nhân vật trong trò chơi là Mario theo tên ông.
Mặc dù được hiểu ngầm theo như tiêu đề của loạt Mario Bros. trong một cuộc phỏng vấn năm 1989, tên đầy đủ của anh đã được khẳng định không phải là "Mario Mario". Lần đầu tiên sử dụng "Mario Mario" đáng chú ý nhất là trong bộ phim người đóng chuyển thể từ loạt Super Mario năm 1993, và tiếp tục được sử dụng trong hướng dẫn trò chơi điện tử chính thức của Prima, vào năm 2000 cho Mario Party 2 và trong Mario & Luigi: Superstar Saga năm 2003. Năm 2012, sau khi Charles Martinet, người lồng tiếng cho Mario, tuyên bố mình là "Mario Mario" tại San Diego Comic-Con, tháng sau, Giám đốc điều hành Nintendo Iwata Satoru cho biết anh không có họ, Miyamoto cũng đồng thuận vào tháng sau. Hai tháng sau khi Iwata qua đời vào tháng 7 năm 2015, Miyamoto thay đổi lập trường, khẳng định tại lễ hội Kỷ niệm 30 năm Super Mario Bros. rằng tên đầy đủ của Mario thực sự là "Mario Mario".

### Ngoại hình và nghề nghiệp

Mario, như được mô tả lần đầu tiên trong lần minh họa quảng cáo cho Donkey Kong

Theo lời kể của Miyamoto, nghề nghiệp của Mario là nhằm để phù hợp với thiết kế trò chơi: vì bối cảnh Donkey Kong diễn ra trên một công trường xây dựng, nên Mario hiển nhiên là một anh thợ mộc; và khi xuất hiện trở lại trong Mario Bros., họ quyết định rằng anh ấy nên trở thành thợ sửa ống nước, bởi vì rất nhiều phần trong trò chơi lấy bối cảnh dưới cống ngầm. Thiết kế nhân vật Mario, đặc biệt là chiếc mũi lớn, là dựa trên ảnh hưởng của phương Tây; khi anh trở thành một thợ sửa ống nước, Miyamoto quyết định "đưa anh đến New York" và làm cho anh ấy biết tiếngÝ, có thể nói vui rằng quốc tịch của Mario là do bộ ria mép của anh ấy. Các nguồn khác cho rằng nghề của Mario là thợ mộc là do họ muốn khắc họa nhân vật này như một người lao động chăm chỉ bình thường, để giúp người chơi dễ dàng nhận ra anh hơn. Sau khi một đồng nghiệp gợi ý rằng Mario trông giống với một thợ sửa ống nước hơn, Miyamoto đã thay đổi nghề của Mario cho phù hợp và phát triển Mario Bros., với nhân vật đi trong cống rãnh của thành phố New York.
Do những hạn chế về mặt đồ họa của phần cứng máy chơi game vào thời điểm đó, Miyamoto đã mặc cho nhân vật quần yếm màu đỏ và áo sơ mi màu xanh lam để tương phản với nhau cũng như nổi rõ trên màu nền. Sau đó thêm vào một chiếc mũ lưỡi trai màu đỏ để Miyamoto tránh vẽ kiểu tóc, trán và lông mày của nhân vật, cũng như tránh các vấn đề khi tạo hoạt ảnh cho mái tóc của nhân vật khi nhảy. Để tạo ra các đặc điểm rõ ràng trên khuôn mặt con người với khả năng đồ họa hạn chế, Miyamoto đã vẽ một chiếc mũi lớn và một bộ ria mép để tránh phải vẽ miệng và các biểu cảm trên khuôn mặt.
Theo thời gian, sự xuất hiện của Mario ngày càng trở nên rõ ràng hơn; họ đã thêm vào cho anh đôi mắt màu xanh, găng tay trắng, giày nâu, chữ "M" màu đỏ trong một vòng tròn màu trắng ở phía trước mũ và hàng cúc vàng trên quần yếm. Màu áo và quần yếm cũng được đảo ngược từ áo xanh với yếm đỏ sang áo đỏ với yếm xanh. Miyamoto cho rằng quá trình này là do các nhóm phát triển và họa sĩ khác nhau cho mỗi trò chơi cũng như những tiến bộ trong công nghệ.

### Lồng tiếng

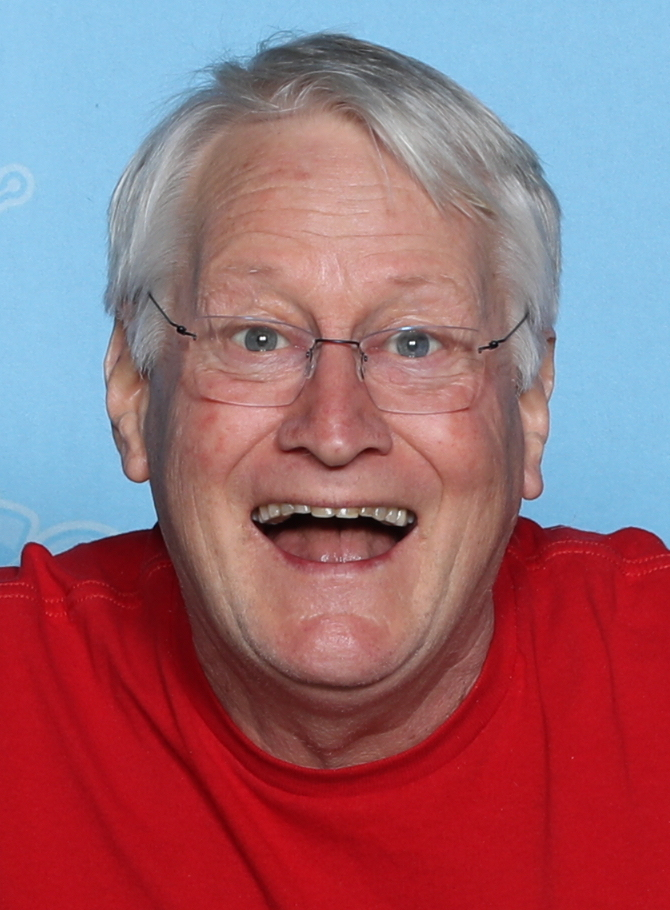
Charles Martinet, diễn viên lồng tiếng cho Mario

Charles Martinet đã lồng tiếng cho Mario từ năm 1992. Khi ông đến để thử vai, các đạo diễn lúc này đang chuẩn bị đóng máy vì trời đã tối, và thu dọn đồ đạc. Ông được nhắc là "một thợ sửa ống nước người Ý đến từ Brooklyn"; khi ông nghe thấy cụm từ này, ông lập tức nghĩ đến một người Mỹ gốc Ý với giọng nói tương tự như của một tên cướp. Sau đó ông cho rằng giọng nói đó quá cục cằn đối với trẻ em, vì vậy ông đã lên kế hoạch sử dụng giọng nói của một nhân vật lớn tuổi hơn. Tuy nhiên, theo Martinet, buổi thử giọng cho Mario là lần duy nhất khiến suy nghĩ của ông sụp đổ và ông nói những điều hoàn toàn vô nghĩa. Sau khi được nhắc nhở về nhân vật, thay vào đó, ông đã lảm nhảm những điều sau đây bằng một giọng nhẹ nhàng và thân thiện:
"Hello, ima Mario. Okey dokey, letsa make a pizza pie together, you go get somea spaghetti, you go geta some sausage, I getta some sauce, you gonna put some spaghetti on the sausage and the sausage on the pizza, then I'm gonna chasea you with the pizza, then you gonna chasea me with the pizza, and gonaa makea lasagne."

Martinet tiếp tục nói bằng giọng đó cho đến khi hết đoạn băng thử giọng; và cũng là đoạn băng duy nhất được gửi lại cho Nintendo. Vai trò lồng tiếng chính thức đầu tiên của ông là Mario's Game Gallery vào năm 1995, mặc dù trong một cuộc phỏng vấn, ông xác nhận rằng ông đã lồng tiếng cho trò chơi pinball Super Mario Bros. năm 1992, nhưng ông không được trả tiền cũng như không được ghi nhận. Vai diễn lồng tiếng chính đầu tiên của ông là trong Super Mario 64. Ông đã được Miyamoto gửi cho hướng dẫn về các loại clip âm thanh cần thiết, Martinet đánh giá cao giai điệu vui nhộn của trò chơi và gọi Miyamoto là một thiên tài. Ông cũng lồng tiếng cho các nhân vật khác nhau trong loạt Mario, chẳng hạn như Luigi, Wario và Waluigi. Martinet đã được Sách kỷ lục Guinness công nhận là diễn viên diễn xuất bằng giọng nóicho cùng một nhân vật nhất, vào thời điểm đó là một trăm, và là diễn viên lồng tiếng nhiều nhất cho trò chơi điện tử.

## Đặc điểm

Biểu tượng trên mũ, và cũng là biểu tượng của Mario trong các trò chơi

### Nghề nghiệp và sở thích
Mario được miêu tả là một thợ sửa ống nước mập mạp sống ở vùng đất hư cấu của Vương quốc nấm với Luigi, người em trai cao và trẻ hơn của anh. Loạt phim truyền hình và phim mô tả Mario và Luigi có nguồn gốc từ Brooklyn, New York. Thời thơ ấu của Mario lần đầu tiên được mô tả trong Super Mario World 2: Yoshi's Island là anh được một con cò chở đến Vương quốc Nấm. Trong một cuộc phỏng vấn năm 2005, Miyamoto nói rằng tuổi thực của Mario là khoảng 24–25 tuổi.
Anh mặc một chiếc áo sơ mi dài tay màu đỏ, một chiếc quần yếm màu xanh có hàng cúc màu vàng, giày màu nâu, găng tay màu trắng và đội mũ lưỡi trai màu đỏ có in chữ "M" màu đỏ trên một vòng tròn màu trắng. Trong Donkey Kong, anh mặc một chiếc quần yếm màu đỏ và một chiếc áo sơ mi màu xanh lam. Trong Super Mario Bros., anh mặc một chiếc áo sơ mi màu nâu với quần yếm màu đỏ. Anh có đôi mắt xanh, và giống như Luigi, cùng có mái tóc nâu, và bộ ria mép màu nâu sẫm hoặc đen. Sự khác biệt nhất quán về màu sắc này được cho là một di tích từ việc thiết kế các nhân vật cho nền tảng ban đầu, trong đó một số tính năng nhất định phải được làm nổi lên trong khi các tính năng khác phải bị cắt bớt do hạn chế kỹ thuật.

### Các mối quan hệ
Mario thường cứu Princess Peach (Công chúa Peach), Mushroom Kingdom (Vương quốc Nấm) và truy quét những kẻ phản diện, chẳng hạn như Bowser, khỏi nhiều khu vực khác nhau; kể từ trò chơi đầu tiên của anh, Mario thường có vai trò cứu người bị nạn. Ban đầu, anh phải giải cứu bạn gái làPauline trong Donkey Kong từ Donkey Kong. Pauline sau đó bị Princess Peach thay thế trong Super Mario Bros., mặc dù Pauline đã xuất hiện trở lại trong loạt Mario vs. Donkey Kong nhưng được coi là "bạn của Mario". Mario thể hiện vai trò cứu Peach trong loạt Super Mario, nhưng bản thân Mario lại được Peach giải cứu khi đảo ngược vai trò trong Super Princess Peach. Mario đã giải cứu Princess Daisy (Công chúa Daisy) của Sarasaraland trong  Super Mario Land, nhưng Luigi từ đó lại có mối liên hệ với cô ấy nhiều hơn; trong Super Smash Bros. Melee, văn bản giải thích về Daisy nói rằng "sau sự xuất hiện của cô ấy trong Mario Golf, những lời đồn thổi miêu tả cô ấy là câu trả lời của Luigi cho Peach của Mario."
Luigi là em trai song sinh của Mario. Anh là bạn đồng hành trong các trò chơi Mario và là nhân vật mà người chơi thứ hai điều khiển trong các phiên bản hai người chơi của nhiều game. Luigi cũng thỉnh thoảng cứu Mario như trong Mario Is Missing! và loạt Luigi's Mansion. Super Mario Land 2: 6 Golden Coins cho Game Boy ra mắt sự xuất hiện của Wario, bản sao tham lam của Mario, đôi khi đảm nhận vai trò phản diện hoặc phản anh hùng. Nhân vật khủng long Yoshi đóng vai trò là vật cưỡi của Mario trong các trò chơi như Super Mario World.

## Khả năng
Trong quá trình phát triển Donkey Kong, Mario được biết đến với cái tên 'Jumpman.' (người nhảy)'. Nhảy — cả để tiếp cận các địa điểm và như một động tác tấn công — là một yếu tố trò chơi phổ biến trong các trò chơi Mario, đặc biệt là loạt Super Mario". Vào thời điểm Super Mario RPG phát hành, nhảy đã trở thành một hành động đặc trưng của Mario đến nỗi người chơi thường được giao nhiệm vụ nhảy để chứng minh với nhân vật không phải người chơi rằng anh ta là Mario. Hình thức tấn công được miêu tả phổ biến nhất của Mario là nhảy để dẫm lên đầu kẻ thù, lần đầu tiên được sử dụng trong Super Mario Bros. Động tác giậm nhảy này có thể hoàn toàn đè bẹp những kẻ thù nhỏ hơn trên màn chơi và thường gây sát thương đối với những thứ lớn hơn, đôi khi gây ra hiệu ứng phụ.

### Power-up
Mario sử dụng các vật phẩm mang lại cho anh ta nhiều sức mạnh khác nhau giữa các trò chơi anh tham gia. Vật phẩm tăng sức mạnh đầu tiên mà Mario sử dụng là Hammer (Búa) trong Donkey Kong.

## Sự xuất hiện và tiến hóa

### Dòng Super Mario
Mario là nhân vật chính và nhân vật tiêu đề của loạt Super Mario. Mỗi trò chơi khác nhau về cốt truyện của nó, nhưng hầu hết chúng đều có mục đích cuối cùng là Mario giải cứu Princess Peach sau khi bị bắt cóc bởi Bowser. Mario khám phá nhiều địa điểm khác nhau, có tên là "thế giới", và trên đường đi, anh ta có thể thu thập các vật phẩm và đánh bại kẻ thù. Hầu hết các cấp độ đều có một mục tiêu cuối cùng, chẳng hạn như các ngôi sao hoặc cột cờ, mà anh ta cần đạt được để chuyển sang phần tiếp theo. Loạt game được người hâm mộ chia thành hai bộ trò chơi chung: trò chơi 2D cuộn bên Super Mario và trò chơi 3D Super Mario.

#### Trò chơi 2D
Loạt Super Mario có Mario đóng vai chính trong trò chơi platform, bắt đầu với Super Mario Bros. trên Nintendo Entertainment System (NES) vào năm 1985. Trong những trò chơi này, Mario đi qua các thế giới có một số cấp độ đã định để Mario hoàn thành. Trong đó, anh ta lướt qua chúng từ di chuyển trái sang phải, màn hình sẽ cuộn theo hướng anh ta di chuyển. Mario có mục tiêu đạt đến cuối cấp độ để chuyển sang cấp độ tiếp theo, thường được đánh dấu bằng một cột cờ. Những trò chơi này ít tập trung hơn vào cốt truyện và nhiều hơn vào nền tảng; phổ biến nhất, Bowser bắt cóc Peach, và Mario, với sự giúp đỡ của Luigi và các nhân vật khác, lên đường giải cứu cô ấy. Hầu hết các thế giới đều có mini đấu trùm thường liên quan đến chiến đấu Bowser Jr. hoặc một trong số Koopalings. Cấp độ cuối cùng là cuộc chiến chống lại Bowser.

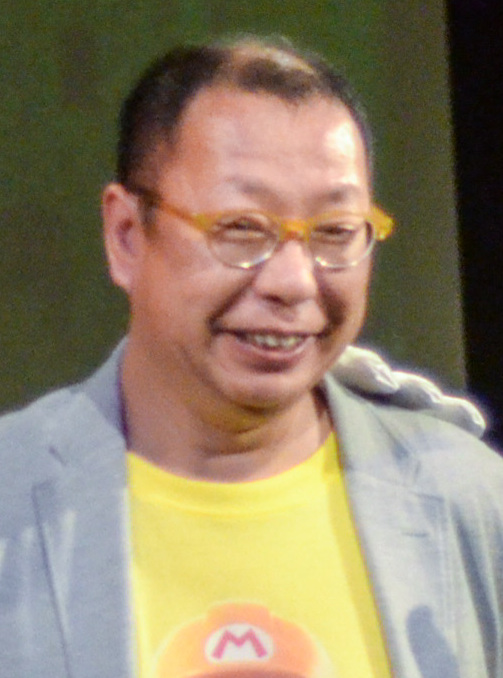
Tezuka Takashi năm 2015

#### Trò chơi 3D
Hầu hết các trò chơi Super Mario ở dạng 3D đều có lối chơi thế giới mở; Thay vì bị giới hạn chỉ cho phép di chuyển trái phải, Mario có thể di chuyển theo bất kỳ hướng nào và người chơi có thể hoàn thành màn chơi theo cách mình muốn. Người chơi chọn một trong nhiều mục tiêu trước khi vào một cấp độ và Mario được giao nhiệm vụ hoàn thành mục tiêu đó và cuối cùng kết thúc bằng một vật phẩm có thể kiếm được chẳng hạn như ngôi sao. Những trò chơi này có cốt truyện phức tạp hơn, nhưng hầu hết vẫn có cảnh Mario giải cứu công chúa Peach bị bắt cóc khỏi Bowser. Vào đầu của hầu hết các trò chơi, Mario kết bạn với một đồng minh giúp Mario trong cuộc hành trình của mình và cho anh ta một khả năng độc đáo để đạt được mục tiêu của mình.

#### Các trò chơi Super Mario khác
Cũng có nhiều trò chơi Super Mario với sự tham gia của Mario không có platform 2D hoặc 3D thông thường. Loạt Super Mario 3D có lối chơi 3D, nhưng các màn chơi là tuyến tính và không cho phép chuyển động trong thế giới mở. Super Mario Maker là một loạt hệ thống tạo trò chơi nơi người chơi có thể tạo các cấp độ 2D Super Mario của riêng mình và chơi các cấp độ do người khác tạo. Super Mario Run là một trò chơi di động platform 2D với các khía cạnh chơi không tự nhiên khác.

### Các trò chơi Mario khác
Trong khi việc sử dụng Mario nổi bật nhất là hướng đến loạt Super Mario, nhiều loạt phụ khác nhau chia thành nhiều trò chơi bao gồm nhiều thể loại khác nhau cũng đã được phát hành. Điều này bao gồm các thể loại như trò chơi nhập vai (RPG), trò chơi giải đố, trò chơi thể thao và thậm chí trò chơi giáo dục trong thập niên 1990.

#### Trò chơi RPG
Mario là nhân vật chính của nhiều trò chơi điện tử nhập vai (RPG), bắt đầu bằng Super Mario RPG trên Super Nintendo Entertainment System (SNES). Nhà phát triển của Super Mario RPG, Hongo Yoshio của Square, thích nhân vật Mario và tin rằng anh sẽ phù hợp với định dạng RPG. Ông đã thảo luận về ý tưởng với Miyamoto, và theo ông thì cuộc họp đã diễn ra tốt đẹp. Trò chơi là một thành công về mặt thương mại và phê bình, và dẫn đến hai loạt game nhập vai phụ khác với sự tham gia của nhân vật, Paper Mario và Mario & Luigi . Trong hai loạt. Paper Mario là loạt duy nhất hiện vẫn đang chạy với Paper Mario: The Origami King vào năm 2020, với tư cách là công ty đứng sau loạt  Mario & Luigi , AlphaDream, đã phá sản vào năm 2019.

#### Trò chơi thể thao
Nintendo đã khám phá nhiều trò chơi thể thao có thuộc tính Super Mario, bao gồm quần vợt, gôn, bóng chày, bóng đá, đua xe kart, và các linh tinh khác. Trong đó, bốn bộ duy nhất được xác định là bộ chính thức và hiện vẫn đang chạy là Mario Tennis, Mario Golf, Mario & Sonic at the Olympic Games, và Mario Kart. Loạt trò chơi Mario Kart là thành công nhất, bán được hơn 150 triệu bản.

#### Trò chơi giải đố
Mario cũng đã đóng vai chính trong nhiều trò chơi giải đố, nhưng đôi khi chỉ xuất hiện và không thể chơi được. Đầu tiên trong số đó được phát hành là Wrecking Crew, do Sakamoto Yoshio thiết kế bởi. Sau đó, ba loạt chính và một loạt các phần phụ đã được phát hành bao gồm cả Dr. Mario, Mario vs. Donkey Kong, và Mario Picross.

#### Trò chơi giáo dục
Do sự nổi tiếng của loạt Super Mari, nhiều trò chơi giáo dục có nhân vật đóng vai chính đã được phát hành và thu hút khán giả nhỏ tuổi. Các trò chơi này có rất ít sự tham gia của Nintendo, với các trò chơi được phát hành cho NES, Super Nintendo Entertainment System (SNES) và máy tính cá nhân. Trò chơi cuối cùng trong thể loại được phát hành là Mario Teaches Typing 2 vào năm 1997 trước khi việc sản xuất những trò chơi như vậy bị ngừng.

### Trong các phương tiện khác
Sự xuất hiện đầu tiên của Mario trên các phương tiện truyền thông khác ngoài trò chơi là Saturday Supercade, một loạt phim hoạt hình truyền hình do Ruby-Spears Productions sản xuất vào năm 1983. Năm 1986 video hoạt hình gốc Super Mario Bros .: Peach-Hime Kyushutsu Dai Sakusen! Có Mario (Furuya Toru lồng tiếng) trong vai nhân vật chính. Loạt phim hoạt hình The Super Mario Bros. Super Show! Có một loạt tiểu phẩm người thật đóng có sự tham gia của cựu quản lý WWF "Captain" Lou Albano trong vai Mario và Danny Wells trong vai Luigi. Mario cũngxuất hiện trong một bộ sách là Nintendo Adventure Books.
Chris Pratt sẽ lồng tiếng Mario trong một bộ phim dự tính ra mắt cuối năm 2022.

## Tiếp nhận

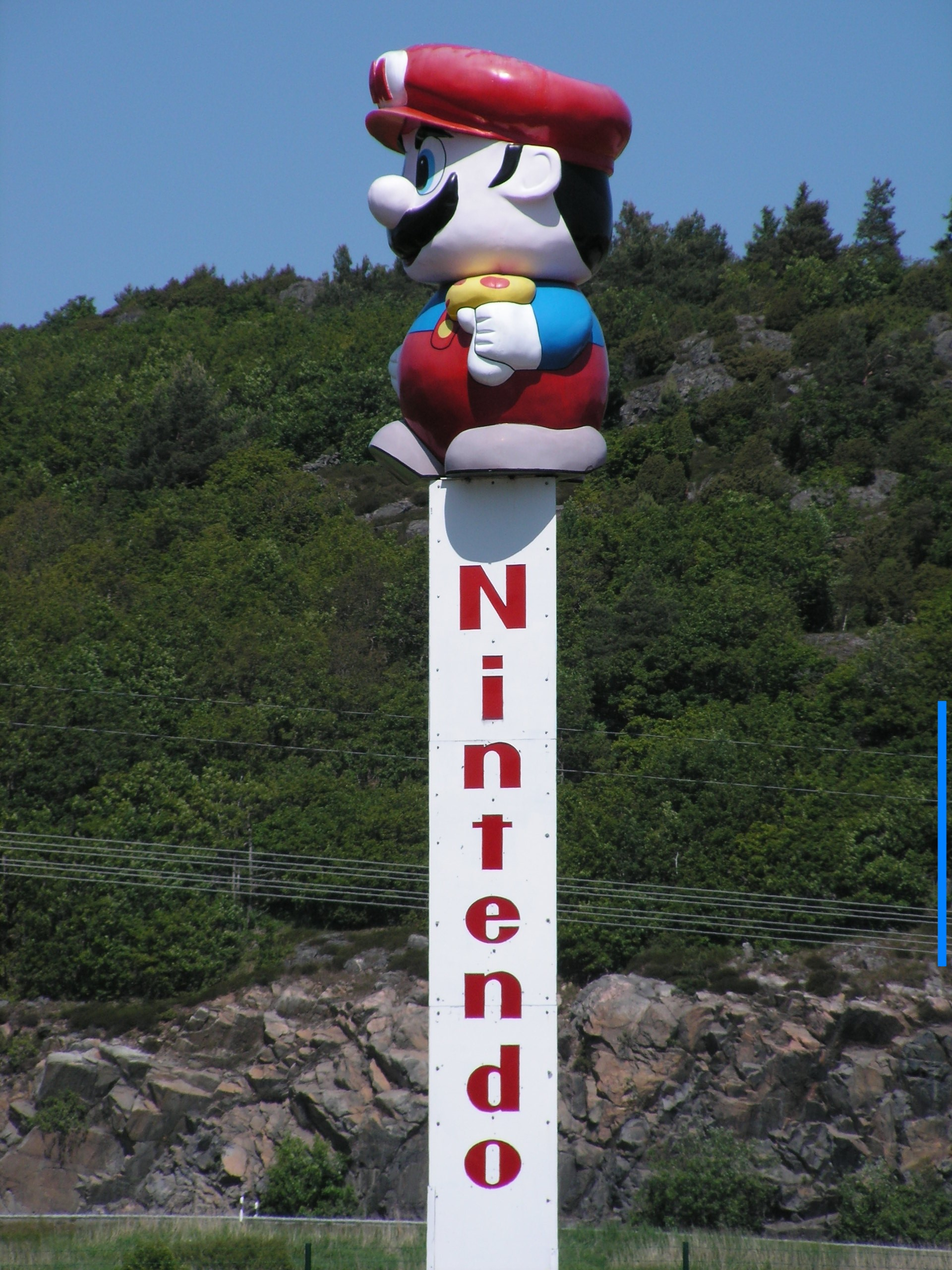
Tượng Mario trước văn phòng của nhà phân phối Bắc Âu của Nintendo Bergsala ở Kungsbacka, Thụy Điển

Là linh vật của Nintendo, Mario được nhiều người coi là nhân vật trò chơi điện tử nổi tiếng nhất trong lịch sử và được gọi là biểu tượng của ngành công nghiệp game. Loạt trò chơi điện tử Mario đã bán được hơn 510 triệu bản, trở thành  loạt trò chơi điện tử bán chạy nhất. Mario là một trong những nhân vật trò chơi điện tử đầu tiên được giới thiệu tại Walk of Game vào năm 2005, cùng với Link và Sonic the Hedgehog. Mario là nhân vật trò chơi điện tử đầu tiên được vinh danh bằng tượng sáp trong Bảo tàng tượng sáp Hollywood năm 2003. Năm 1990, một cuộc khảo sát quốc gia cho thấy Mario dễ nhận biết hơn đối với trẻ em Mỹ so với Chuột Mickey. Mario cũng được gọi là nhân vật "dễ nhận biết nhất" trong ngành công nghiệp game.

### Kế thừa

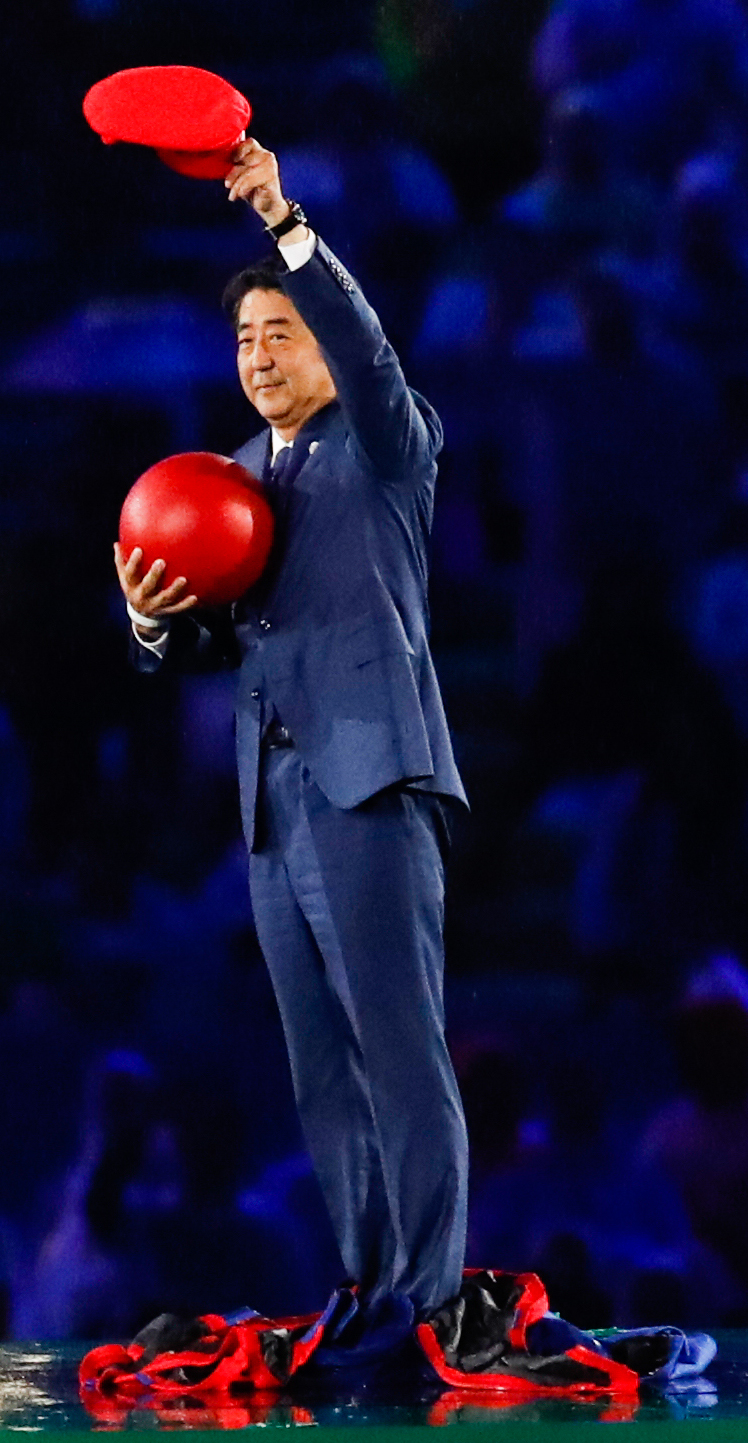
Thủ tướng Nhật Bản Abe Shinzō cầm mũ của Mario tại Lễ bế mạc Thế vận hội mùa hè 2016

Mario đã được thành lập như một biểu tượng văn hóa đại chúng và đã xuất hiện trên hộp cơm, áo phông, tạp chí, quảng cáo (đáng chú ý nhất là trong quảng cáo Got Milk?), ở dạng kẹo, trên chai dầu gội đầu, ngũ cốc, huy hiệu, trò chơi trên bàn và như một món đồ chơi nhồi bông.
Mario đã xuất hiện trong lễ bế mạc Thế vận hội mùa hè 2016 để quảng bá cho Thế vận hội mùa hè 2020 ở Tokyo. Trong một đoạn video được quay trước, thủ tướng Abe Shinzō đã trở thành Mario để sử dụng Warp Pipe do Doraemon gắn từ Ngã tư Shibuya đến Sân vận động Maracanã. Abe sau đó xuất hiện trong trang phục Mario trong một ống Warp quá khổ ở giữa sân vận động.
Mario Day (Ngày Mario) trước đây được gọi là National Mario Day (Ngày Mario quốc gia) được tổ chức vào ngày 10 tháng 3, vì ngày đó gọi là Mar 10 giống với tên MARIO. Kể từ năm 2016, ngày này được Nintendo chính thức quan tâm và kỷ niệm hàng năm bằng cách quảng cáo trò chơi Mario và tổ chức các sự kiện liên quan đến Mario.